# Asilus fallaciosus
Asilus fallaciosus là một loài ruồi trong họ Asilidae. Asilus fallaciosus được Matsumura miêu tả năm 1916. Loài này phân bố ở vùng Cổ Bắc giới và châu Á.